# Richard von Coudenhove-Kalergi
Richard Nikolaus von Coudenhove-Kalergi, född 17 november 1894 i Tokyo, död 27 juli 1972 i Schruns, Vorarlberg, var en japansk-österrikisk greve, politiker, filosof och geopolitiker, som grundade den paneuropeiska rörelsen.

## Biografi
Richard von Coudenhove-Kalergis far var greve och diplomat från Österrike-Ungern, och hans mor Mitsu Aoyama kom från Japan. Han doktorerade i filosofi vid universitetet i Wien, och var därefter verksam som journalist vid tidskriften Paneuropa, där han blev den förste att popularisera idén om ett enat Europa. År 1923 organiserade han en förening och författade ett manifest, Pan-Europa (översatt till svenska 1930), och skrev senare trebandsverket Kampf um Paneuropa (1925–1928). Han utgav även 1927 Held oder Heiliger.
Allt som var utgivet av von Coudenhove-Kalergi brändes av tyska nazister under de landsomfattande bokbålen i Nazityskland 1933. Efter Tysklands annektering av Österrike 1938 gick han i exil. Först begav han sig till Tjeckoslovakien och därpå till Frankrike, men då landet intogs av tyskarna, for han till USA. I USA undervisade han vid New York University, och skrev Crusade for Paneurope. År 1945 återvände han till Frankrike, där han grundade Den europeiska parlamentariska unionen.
Han erhöll det första Karlspreis som utdelades 1950.